# Алекс Фернандес
Алекс Насименто Фернандес (на португалски: Alex Nascimento Fernandes) е бразилски футболист, който играе на поста централен полузащитник. Състезател на Черно море.

## Кариера
На 7 юни 2022 г. Фернандес е обявен за ново попълнение на Черно море. Дебютира на 6 август при победата с 0:1 като гост на Берое.